# Jelly Roll Morton
Ferdinand "Jelly Roll" Morton (New Orleans, waarschijnlijk 20 oktober 1890 – Los Angeles (California), 10 juli 1941) was een Amerikaanse pianovirtuoos, een orkestleider en een van de allereerste jazzcomponisten. Hij speelde een centrale rol in de geschiedenis van de jazzmuziek en beweerde zelf de jazz te hebben uitgevonden.

## Levensloop
Jelly Roll Morton werd geboren als Ferdinand La Menthe in New Orleans en later zou hij zowel zijn naam als geboortedatum regelmatig veranderen. Zijn vader was een trombonist. Toen deze het gezin verliet hertrouwde zijn moeder met een portier, genaamd Morton.
In zijn jeugd speelde Morton vooral gitaar en drums. Wat later begon hij met pianospelen en kreeg les van Frank Richards. De muziek die hij in zijn jeugd speelde was (vanzelfsprekend) geen jazz maar veeleer een mengelmoes van populaire deuntjes, rags, walsjes, quadrilles en ouvertures. Zijn compositie "Jelly Roll Blues" uit 1915 was een van de eerste gepubliceerde jazzcomposities.
Later ging hij werken in de chiquere nachtclubs van New Orleans, waar hij zijn geld bij elkaar schnabbelde van de fooien die hij kreeg. Toen zijn grootmoeder echter lucht kreeg van het feit dat hij op deze manier aan zijn geld kwam, zette ze hem het huis uit. Berooid reisde hij af naar Biloxi (Mississippi) en trok in bij zijn petemoeder.
Hierna begon een periode van rondreizen. Meridien, Gulfport en later de grote steden Chicago, Saint Louis, New York en Houston waren reisdoelen. Ook reisde hij langs de Westkust van de Verenigde Staten en zou regelmatig terugkeren naar New Orleans. Het was een tijd waarin hij weinig muziek maakte terwijl hij met gemak als pianist aan de bak had kunnen komen. Veeleer probeerde hij zich te manifesteren als entrepreneur in duistere zaakjes en oplichter (volgens interviews die Alan Lomax hem afnam, zie Bronnen), maar dit had weinig succes.
Rond 1923 maakte Morton een serieuze start als muzikant in Chicago. In de getto's was belangstelling ontstaan voor de nieuwe zwarte muziek. Hij publiceerde zijn werk, en speelde een aantal "piano rolls" in (papieren rollen voor pianola's). Een van zijn eerste solo piano opnames uit 1923 toont aan dat het hier niet meer om strikte ragtime gaat. Invloeden van de nieuwe ontluikende jazzstijl zijn te horen en het ritme neigt naar swing. Tussen 1926 en 1930 bracht hij verschillende platen uit, solopiano maar ook als begeleider. De meeste opnames verschenen onder de bandnaam Jelly Roll and His Red Hot Peppers. Favoriete bandleden van Morton uit die tijd waren Omer Simeon (klarinet) en George Mitchell (kornet). De kwaliteit van deze opnames was bijzonder goed voor die tijd. De platen lanceerden Morton als succesvol jazzartiest en hij kocht Cadillacs en diamanten. Hij sloot een contract af met de platenmaatschappij Victor dat voor hem werd geregeld door zijn muziekuitgevers en muzikale partners Walter en Lester Melrose.
Mortons muziek bleef een eclectische mengeling van stijlen en instrumentaties. Het fundament was het jazzorkest dat speelde in New Orleans-stijl, zij het Olivers "Creole Jazz Band" of de "New Orleans Rhythm Kings", en hierop bouwde Morton zijn eigen muziek. In kleinere (trio) bezettingen kwam zijn virtuositeit op de piano goed naar voren.
Rond 1928 sloeg echter de Grote Depressie toe. Morton werd inmiddels ook ingehaald door de nieuwe jazzhelden zoals Louis Armstrong. Dit kwam zijn muziek niet ten goede, tegen 1930 klonken de opnames van de "Peppers" lang niet meer zo goed als in het begin. Begin 1930 stortte de platenbusiness in en Mortons gezondheid ging sterk achteruit en ook zijn populariteit daalde. Contemporaine jazzmusici keken wat schamper op hem neer en vonden hem een ouderwetse opschepper die vond dat vroeger alles beter was.
Morton werd ziek. Toen hem in 1940 ter ore kwam dat zijn grootmoeder in Los Angeles was overleden, besloot hij uit sentimentele overwegingen daarnaartoe te gaan, in de hoop dat het warmere klimaat hem goed zou doen. De reis werd een ramp: twee keer raakte hij met zijn Cadillac van de weg in een sneeuwstorm en hij kwam blut aan in Los Angeles. Nog een half jaar hield hij het vol, maar in 1941 stierf hij onopgemerkt.

## Persoonlijkheid
Jelly Roll Morton was (naast een begaafd musicus) een excentrieke, ijdele man die ook actief was in het nachtleven als nachtclubeigenaar, pooier en "poolshark" (iemand die andere poolbiljartspelers geld afhandig maakt, ook wel "hustler" genoemd). Hij kon vreselijk opscheppen over zichzelf en kon andere (niet-zwarte) (jazz)muzikanten tot de grond toe afbranden, maar zoals zijn vrienden en kennissen zeiden: hij kon het vaak nog waarmaken ook.
Duidelijk is echter wel dat hij zich niet thuis voelde binnen de zwarte gemeenschap vanwege zijn lichtere huidskleur, vaak voelde hij zich verheven boven de "niggers" die hij als "troublemakers" bestempelde. Aan de andere kant kon hij moeilijk voor blank worden versleten. Dit plaatste hem in een sociaal isolement, en velen wijten zijn megalomane en vaak arrogante houding aan het feit dat hij zich nooit geaccepteerd voelde binnen zijn sociale en muzikale omgeving.

## Composities
Morton heeft tientallen jazznummers geschreven, waaronder "King Porter Stomp", "Buddy Bolden Blues", "Wolverine Blues", "The Pearls", "Mama Nita", "Froggie More", "Black Bottom Stomp", "London Blues", "Sweet Substitute", "Creepy Feeling", "Good Old New York", "Sidewalk Blues", "Tank Town Bump", "Kansas City Stop", "Freakish", "Shake It", "Doctor Jazz Stomp," "Burnin' The Iceberg", "Ganjam", "Pacific Rag", "My Home Is In A Southern Town", "Turtle Twist", "Why?", "New Orleans Bump", "Fickle Fay Creep", "Cracker Man", "Stratford Hunch", "Shreveport Stomp", "Milenberg Joys", "Red Hot Pepper", "Jungle Blues", "Mint Julep", "Pontchartrain", "Pep", "Someday Sweetheart", "The Finger Buster", "The Crave", and "Grandpa's Spells" , "Big Foot Ham"(ook bekend als "Ham & Eggs"). bron: Engelse Wikipedia

## Beluisteren
- Jelly Roll Morton op youtube.com